# فوزي منصوري
فوزي منصوري (17 يناير 1956 في تونس - 18 مايو 2022)، لاعب كرة قدم ودولي جزائري سابق.
لعب في مركز مدافع ضمن المنتخب الذهبي للجزائر لعقد ثمانينيات والذي شارك في دورتي كأس العالم لكرة القدم لسنوات 1982 و1986.

## النوادي
- 1975-1980 :  فرنسا نادي نيم
- 1980-1981 :  فرنسا نادي بيزيرز
- 1981-1983 :  فرنسا نادي مونبلييه
- 1983-1985 :  فرنسا نادي ميلوز
- 1985-1986 :  فرنسا نادي مونبلييه

## المصدر
- Marc Barreaud, Dictionnaire des footballeurs étrangers du championnat professionnel français (1932-1997), l'Harmattan, 1997.

## وصلات خارجية
- فوزي منصوري على موقع الاتحاد الدولي (مؤرشف)  (الإنجليزية)
- فوزي منصوري على موقع قاعدة بيانات كرة القدم.إي يو (الإنجليزية)
- فوزي منصوري على موقع ناشيونال فوتبول تيمز (الإنجليزية)
- فوزي منصوري على موقع Soccerway.com (الإنجليزية)
- فوزي منصوري على موقع عالم كرة القدم.نت (الإنجليزية)
- بطاقة للاعب على موقع footballdatabase.eu